# Orophaca argophylla
Orophaca argophylla är en ärtväxtart som först beskrevs av John Torrey och Asa Gray, och fick sitt nu gällande namn av Per Axel Rydberg. Orophaca argophylla ingår i släktet Orophaca och familjen ärtväxter. Inga underarter finns listade i Catalogue of Life.